# Nguyệt thực tháng 1, 2018
| Nguyệt thực toàn phần 31 tháng 1 năm 2018                                               | Nguyệt thực toàn phần 31 tháng 1 năm 2018 |
| --------------------------------------------------------------------------------------- | ----------------------------------------- |
| Nguyệt thực toàn phần từ California                                                     |                                           |
| Ecliptic north up Mặt Trăng đi từ tây sang đông (phái sang trái) qua bóng của Trái Đất. |                                           |
| Chu kỳ (thành viên)                                                                     | 124 (49 of 74)                            |
| Gamma                                                                                   | −0.3014                                   |
| Kéo dài (hr:mn:sc)                                                                      |                                           |
| Toàn phần                                                                               | 1:16:04                                   |
| Bán phần                                                                                | 3:22:44                                   |
| Vùng nửa tối                                                                            | 5:17:12                                   |
| Contacts (UTC)                                                                          |                                           |
| P1                                                                                      | 10:51:15                                  |
| U1                                                                                      | 11:48:27                                  |
| U2                                                                                      | 12:51:47                                  |
| Cực đại                                                                                 | 13:29:50                                  |
| U3                                                                                      | 14:07:51                                  |
| U4                                                                                      | 15:11:11                                  |
| P4                                                                                      | 16:08:27                                  |

Nguyệt thực toàn phần đã diễn ra vào ngày 31 tháng 1 năm 2018. Mặt Trăng xuất hiện dưới dạng siêu trăng, với cận điểm vào ngày 30 tháng 1. Nguyệt thực trước đó là vào tháng 9 năm 2015. 
Vì cũng là dịp trăng xanh (là ngày trăng tròn thứ hai trong cùng một tháng), người ta gọi là Mặt Trăng máu siêu xanh. Sự trùng hợp này xảy ra vào ngày 30 tháng 12 năm 1982 cho bán cầu phía đông, và trước đó vào ngày 31 tháng 3 năm 1866. Lần xuất hiện tiếp theo sẽ là vào ngày 31 tháng 1 năm 2037, một Chu kỳ Meton (19 năm) sau đó

## Bối cảnh
Nguyệt thực xảy ra khi Mặt Trăng đi qua bóng của Trái Đất. Khi nguyệt thực bắt đầu, bóng tối của Trái Đất sẽ làm mờ Mặt Trăng. Sau đó, bóng tối bắt đầu "che khuất" một phần của Mặt trăng, biến nó thành một màu nâu sẫm màu (thường - màu sắc có thể thay đổi tùy theo điều kiện khí quyển). Mặt Trăng chuyển sang màu đỏ vì sự tán xạ Rayleigh (cùng một hiệu ứng làm cho bầu trời hoàng hôn có màu đỏ) và sự khúc xạ ánh sáng đó bởi bầu khí quyển của Trái Đất vào bóng của nó.
Mô phỏng sau đây cho thấy sự xuất hiện gần đúng của Mặt Trăng đi qua bóng của Trái Đất. Phần phía Bắc của Mặt trăng gần tâm nhất của bóng tối, làm cho nó có màu đen và đỏ.

## Tổng quan

### Có thể thấy được
Thái Bình Dương đã được xoay về phía Mặt Trăng vào lúc xảy ra nguyệt thực. Trung và Đông Á (bao gồm hầu hết Siberia), Philippines, Indonesia, New Zealand và hầu hết Úc đã có một cái nhìn tốt về hiện tượng của mặt trăng này trong bầu trời buổi tối. Đối với Tây Á, tiểu lục địa Ấn Độ, Trung Đông và Đông Âu, nguyệt thực đang diễn ra khi Mặt Trăng mọc.
| Trái Đất nhìn từ Mặt Trăng trong giai đoạn nguyệt thực cực đại | Bản đồ khu vực nhìn thấy nguyệt thực |

Dọc theo bờ biển phía Tây Hoa Kỳ, giai đoạn toàn phần diễn ra bắt đầu vào lúc 4:51 tối giờ PST. Càng xa hơn về phía đông, sự bắt đầu của các giai đoạn bán phần càng gần với Trăng lặn. Ví dụ như Dọc theo bờ biển Đại Tây Dương của Hoa Kỳ, Mặt Trăng chỉ mới bắt đầu đi vào phần tối nhất của bóng tối trên Trái Đất, vùng đất u uẩn, lúc 6:48 sáng giờ EST khi nó biến mất khỏi tầm nhìn phía dưới đường chân trời tây-tây bắc. Khoảng thời gian của toàn bộ pha là 77 phút, với Mặt trăng theo dõi qua phần phía nam bóng của Trái Đất. Trong giai đoạn toàn phần, quầng tối phía dưới của Mặt Trăng sáng hơn quầng tối phía trên.